# 철조망 (영화)
"철조망"은 한국에서 제작된 조긍하 감독의 1960년 영화이다. 김혜정 등이 주연으로 출연하였고 정병준 등이 제작에 참여하였다.

## 출연

### 주연
- 김혜정
- 이대엽
- 방수일

## 기타
- 조명: 이병준
- 녹음: 이경순
- 미술: 박석인